# Blair Kinghorn
Blair Simon Kinghorn (Edimburgo, 18 de enero de 1997) es un jugador escocés de rugby que se desempeña como wing y juega en el Edinburgh Rugby del euro–sudafricano Pro14. Es internacional con el XV del Cardo desde 2018.

## Selección nacional
Representó a su selección juvenil en 2015, compitiendo en el Campeonato Mundial donde el equipo finalizó octavo en Italia 2015, Kinghorn fue el pateador de su seleccionado.
Gregor Townsend lo convocó al XV del Cardo para disputar el Torneo de las Seis Naciones 2018 y debutó frente al La Rosa ingresando en sustitución de Tommy Seymour. En su siguiente partido, donde ya fue titular, le marcó su primer try al XV del Trébol y durante los test matches de mitad de año 2018 le marcó un try a las Águilas y otro a los Pumas.
Kinghorn fue seleccionado para el Torneo de las Seis Naciones 2019 y en el primer partido le marcó un hat–trick a la Azzurri. Hasta el momento lleva en total ocho partidos jugados y 43 puntos marcados, entre ellos seis tries.